# Oebisfelde-Weferlingen
Oebisfelde-Weferlingen ist eine Stadt im Landkreis Börde in Sachsen-Anhalt.

## Geografie

### Geografische Lage
Teile des Drömlings liegen in der Stadt, die sich an der Landesgrenze zu Niedersachsen, am Nordostrand des Lappwalds und an der Übergangszone von der Altmark zur Magdeburger Börde befindet. Durch das Gebiet fließen die Flüsse Aller, Ohre und Spetze. Im Stadtgebiet befindet sich die Wüstung Nievoldhagen und der Großteil des Landschaftsschutzgebietes Harbke-Allertal.

### Nachbargemeinden
Im Norden grenzen die Stadt Klötze und die Hansestadt Gardelegen des Altmarkkreises Salzwedel an, im Osten die Gemeinden Calvörde, Flechtingen und Altenhausen, im Süden die Gemeinden Erxleben und Beendorf (Mitgliedsgemeinden der Verbandsgemeinde Flechtingen). Im Westen liegt das Land Niedersachsen mit den Samtgemeinden Grasleben, Velpke und Brome.

### Stadtgliederung
Die Stadt Oebisfelde-Weferlingen ist eine Einheitsgemeinde und gliedert sich in folgende Ortschaften mit zugehörigen Ortsteilen (in Klammern die Postleitzahlen):
| - Stadt Oebisfelde (39646) - Bergfriede - Breitenrode - Buchhorst - Gehrendorf - Lockstedt - Niendorf - Weddendorf - Wassensdorf | - Döhren (39356) - Eschenrode (39356) - Hödingen (39356) - Hörsingen (39356) - Seggerde (39356) - Siestedt (39356) - Klinze - Ribbensdorf - Walbeck (39356) - Flecken Weferlingen (39356) | - Bösdorf (39359) - Eickendorf (39359) - Etingen (39359) - Everingen (39359) - Kathendorf (39359) - Rätzlingen (39359) - Schwanefeld (39343) |

## Geschichte
Am 1. Januar 2010 schlossen sich die bis dahin selbstständigen Gemeinden Döhren, Eschenrode, Hödingen, Hörsingen, Schwanefeld, Seggerde, Siestedt, Walbeck und der Flecken Weferlingen aus der Verwaltungsgemeinschaft Flechtingen und die Gemeinden Bösdorf, Eickendorf, Etingen, Kathendorf, Rätzlingen und die Stadt Oebisfelde aus der Verwaltungsgemeinschaft Oebisfelde-Calvörde zur Stadt Oebisfelde-Weferlingen zusammen.
Die restlichen Gemeinden der beiden Verwaltungsgemeinschaften gründeten die Verbandsgemeinde Flechtingen. Im Wesentlichen besteht das Stadtgebiet aus den 2005 aufgelösten Verwaltungsgemeinschaften Oebisfelde und Weferlingen (außer Beendorf).
Am 1. September 2010 wurde die ehemalige Gemeinde Everingen per Gesetz eingemeindet. Zunächst war sie ab dem 1. Januar 2010 von der Stadt mitverwaltet worden.

## Bevölkerung
| Jahr | Einwohner |
| ---- | --------- |
| 2010 | 14.274    |
| 2015 | 13.916    |
| 2020 | 13.555    |

| Jahr | Einwohner |
| ---- | --------- |
| 2021 | 13.544    |
| 2022 | 13.073    |
| 2023 | 12.997    |
| 2024 | 13.002    |

Stand: 31. Dezember des jeweiligen Jahres (Angaben des Statistischen Landesamtes Sachsen-Anhalt), ab 2011 auf Basis des Zensus 2011, ab 2022 auf Basis des Zensus 2022

## Politik

### Stadtrat
Der Stadtrat von Oebisfelde-Weferlingen besteht aus 28 Mitgliedern und dem Bürgermeister. Die Kommunalwahl am 9. Juni 2024 führte bei einer Wahlbeteiligung von 62,1 % zu folgendem Ergebnis:
| Partei / Wählergruppe                                 | Stimmenanteil 2019 | Sitze 2019 |        | Stimmenanteil 2024 | Sitze 2024 |
| ----------------------------------------------------- | ------------------ | ---------- | ------ | ------------------ | ---------- |
| CDU                                                   | 27,8 %             | 8          | 29,9 % | 8                  |            |
| AfD                                                   | –                  | –          | 18,5 % | 5                  |            |
| Unabhängige Wählergemeinschaft Oebisfelde-Weferlingen | .                  | 6          | 18,0 % | 5                  |            |
| SPD                                                   | 19,4 %             | 5          | 15,2 % | 4                  |            |
| Wir für Oebisfelde                                    | .                  | 3          | 08,0 % | 2                  |            |
| Die Linke                                             | 09,5 %             | 3          | 04,9 % | 2                  |            |
| Bündnis 90/Die Grünen                                 | 05,7 %             | 2          | 02,9 % | 1                  |            |
| Einzelbewerber Henry Weske                            | –                  | –          | 01,5 % | 1                  |            |
| Einzelbewerber Christian Brauns                       | –                  | –          | 01,0 % | –                  |            |
| Einzelbewerber Martin Herrmann                        | .                  | 1          | –      | –                  |            |
| Einzelbewerberin Uta Bruns                            | .                  | –          | –      | –                  |            |
| Insgesamt                                             | 100 %              | 28         | 100 %  | 28                 |            |

### Bürgermeister
- 2010–2017: Silke Wolf (Die Linke)
- 2017–2024: Hans-Werner Kraul (CDU)
- seit 2024: Marc Blanck (CDU)

Kraul wurde in der Bürgermeisterstichwahl am 6. November 2016 mit 57,5 % der gültigen Stimmen gewählt.
Blanck wurde in der Bürgermeisterstichwahl am 8. Oktober 2023 mit 63,2 % der gültigen Stimmen zu seinem Nachfolger gewählt.

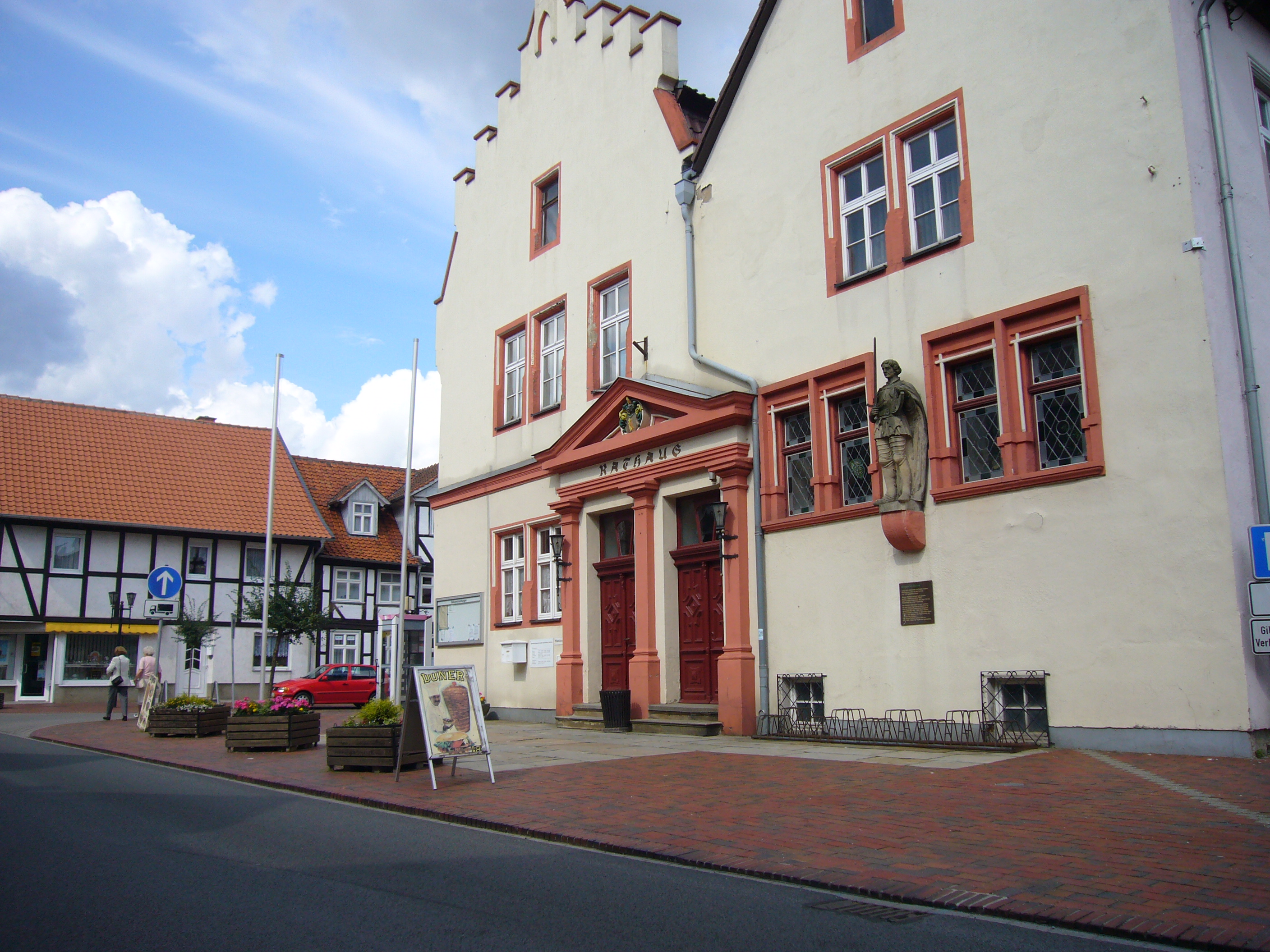
Rathaus Oebisfelde mit dem Roland
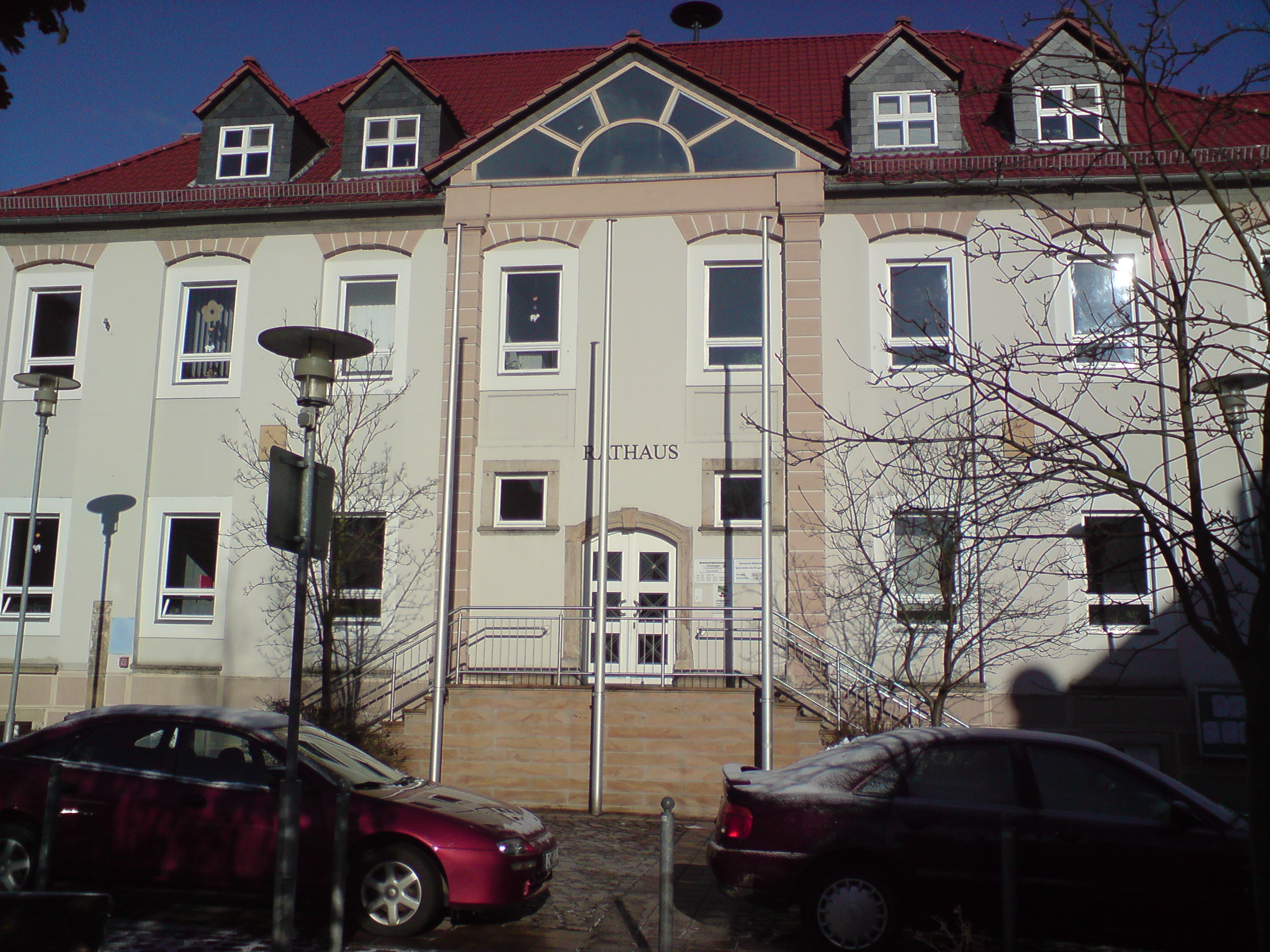
Rathaus Weferlingen

### Wappen
Das Wappen wurde am 13. Mai 2011 durch den Landkreis genehmigt.
Blasonierung: „In mit vierzehn silbernen Sternen bestreutem blauen Schild, aus mit einer blauen Wellenleiste belegtem goldenen Schildfuß wachsend eine goldene Eiche mit silbernen Eicheln und goldenen Kapseln. Auf der Eiche mittig ein halb rechts gewendeter hersehender silberner Kauz, auf der Brust einen silbernen Schild, darin zwei schwarze Rauten balkenweise.“
Das Wappen wurde vom Kommunalheraldiker Jörg Mantzsch gestaltet. Es vereint die Wappensymbole aus den Wappen von Oebisfelde (Kauz) und Weferlingen (Eiche) mit vierzehn gestreuten Sternen als Bezug auf die weiteren einstigen Gemeinden, während der Wellenbalken symbolisch für die Flüsse Aller, Ohre und Spetze steht.
Die Farben der Stadt sind: Gelb-Blau

### Städtepartnerschaften
Die einzelnen Ortsteile haben jeweils noch Partnerschaften, die von den Orten selbst aufrechterhalten werden.
So hat die Ortschaft Oebisfelde eine Städtepartnerschaft zum polnischen Lidzbark (Lautenburg) und Weferlingen seit 2000 mit dem bulgarischen Swilengrad.

## Sehenswürdigkeiten und Kultur
Der Aller-Radweg und die Nordroute der Straße der Romanik führt durch die Stadt. Die in der Gemeinde befindlichen Kulturdenkmale sind in der Liste der Kulturdenkmale in Oebisfelde-Weferlingen eingetragen, die Bodendenkmale in der Liste der Bodendenkmale in Oebisfelde-Weferlingen.

### Bauwerke
- Oebisfelder Innenstadt mit Rathaus und Roland
- Denkmalgeschützter Ortskern Weferlingen mit zahlreichen Fachwerkhäusern
- Burg Oebisfelde (Sumpfburg)
- Burgruine Weferlingen mit Grauer Hermann
- Ruine der Stiftskirche Walbeck
- Schloss Seggerde
- St.-Katharinen-Kirche Oebisfelde

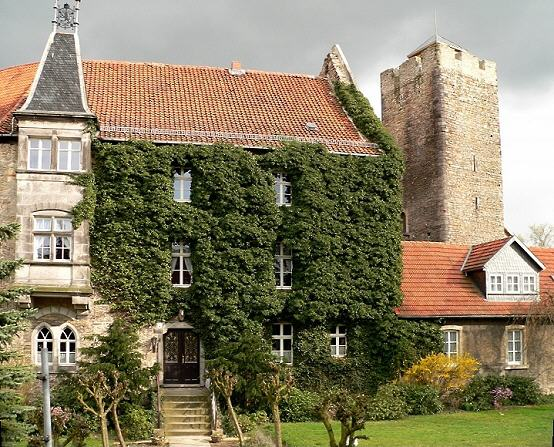
Burg Oebisfelde
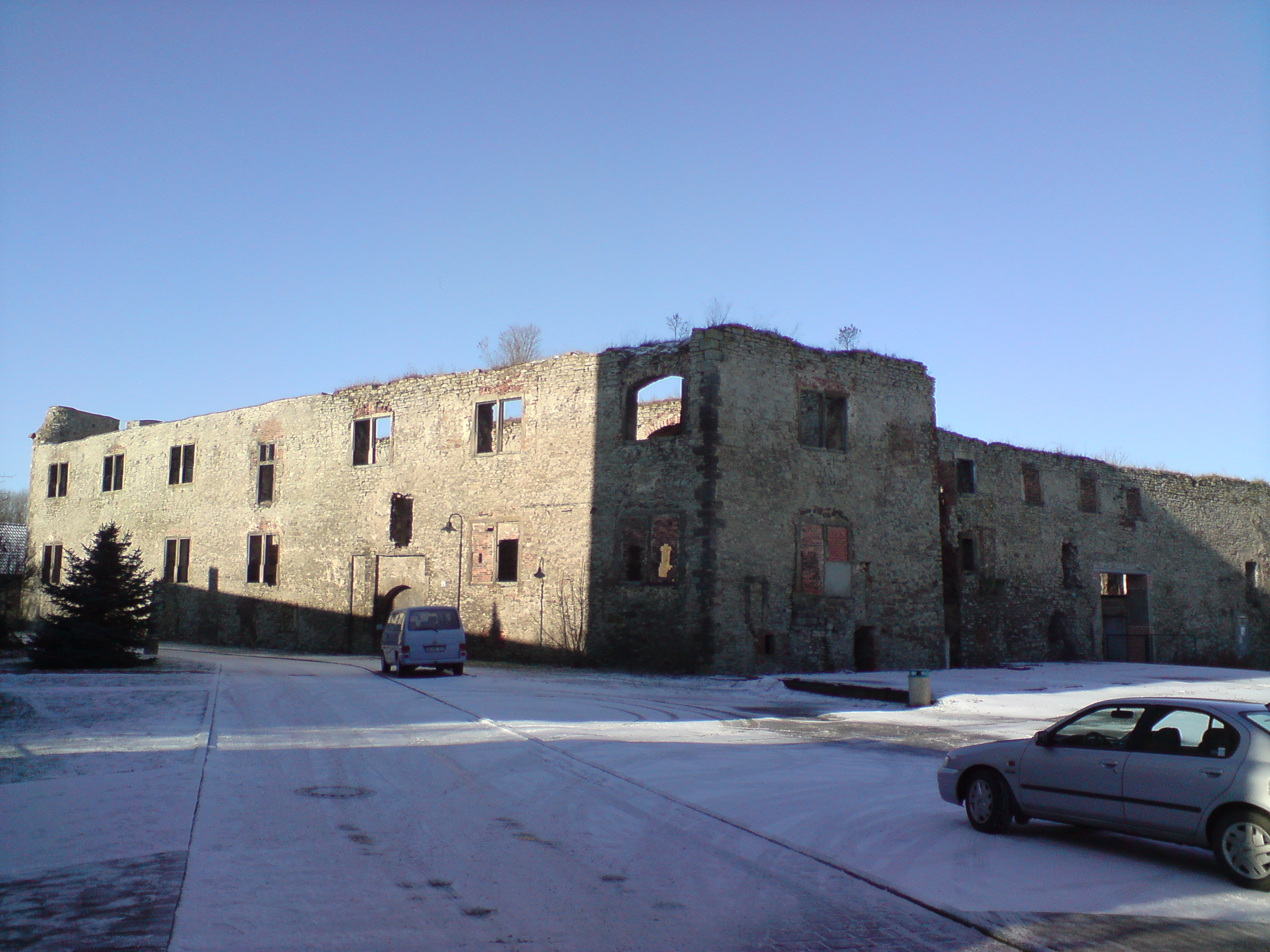
Burgruine Weferlingen
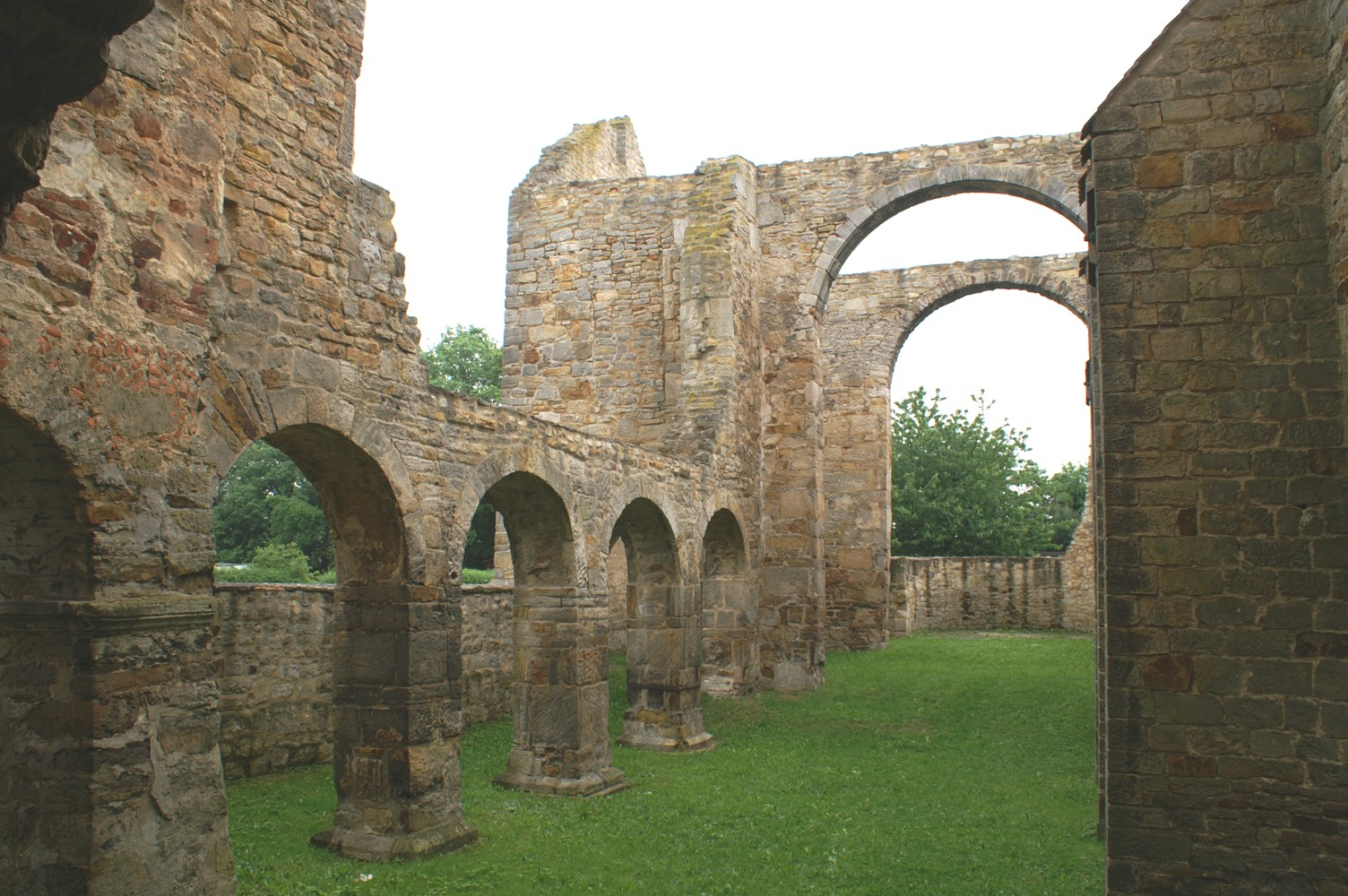
Ruine der Stiftskirche Walbeck
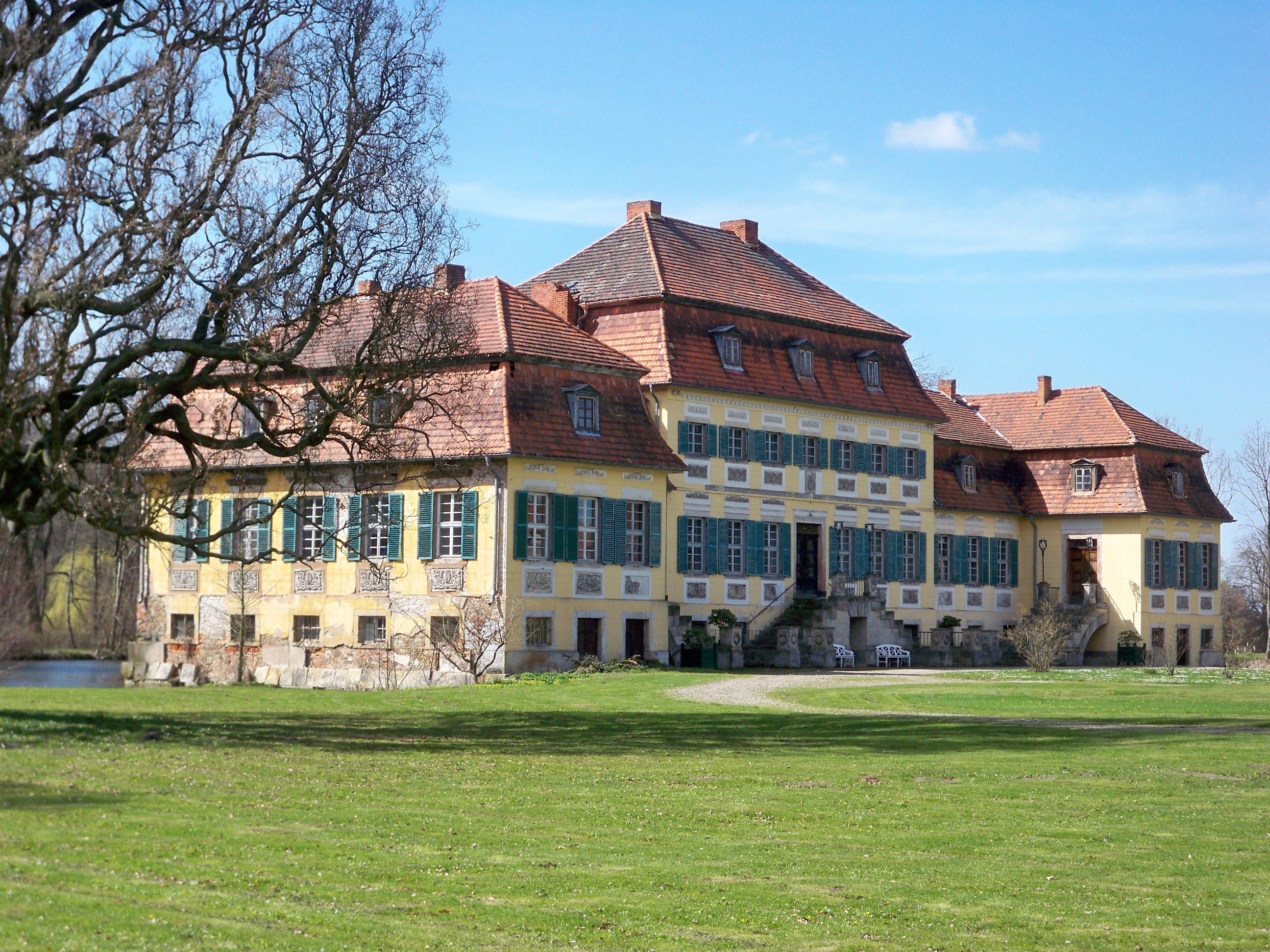
Schloss Seggerde

### Museen
In den Ortschaften Oebisfelde und Weferlingen sind jeweils Heimatmuseen, die sich speziell mit der Geschichte und Entwicklung der Region beschäftigen. Im Weferlinger Museum kann man zusätzlich die Entwicklung der ortsansässigen Adler-Apotheke besichtigen.

## Wirtschaft und Infrastruktur

### Verkehr
Durch das Stadtgebiet führen die Bahnstrecken Berlin–Lehrte, Oebisfelde–Magdeburg und Haldensleben–Weferlingen. Der Bahnhof Oebisfelde war lange ein bedeutender Eisenbahnknoten und von 1945 bis 1990 Grenzbahnhof an der innerdeutschen Grenze. Weferlingen ist über die teilweise im Güterverkehr bedienten Strecken Helmstedt–Oebisfelde und von Haldensleben mit dem Bahnnetz verbunden.
Außerdem befindet sich im Norden der Mittellandkanal, zu ihm besteht an der Lände Drömling ein Zugang. Im Süden quert die Bundesautobahn 2 das Stadtgebiet. Die Bundesstraße 188 verläuft nördlich von Oebisfelde, die Bundesstraße 1 ist sechs Kilometer vom Stadtteil Schwanefeld entfernt.

### Bildung

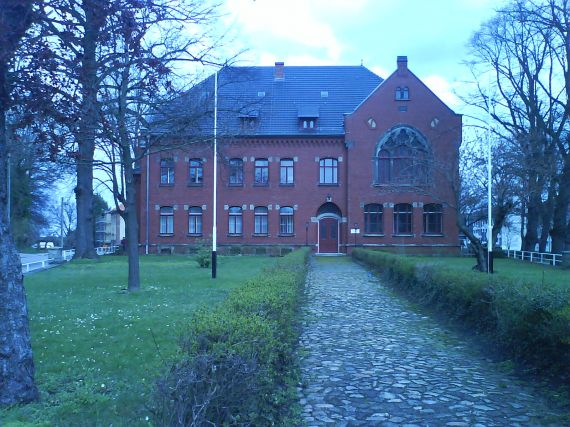
Freiherr-vom-Stein-Gymnasium Weferlingen

Im Stadtgebiet befinden sich folgende Schulen:
- Grundschule An der Aller (Oebisfelde)
- Grundschule Drömlingsfüchse (Oebisfelde)
- Grundschule Rätzlingen
- Grundschule Weferlingen
- Sekundarschule Drömlingschule Oebisfelde
- Freiherr-vom-Stein-Gymnasium

## Persönlichkeiten

### Söhne und Töchter der Stadt
- August Stisser (1671–1741), lutherischer Theologe
- Kasimir Wilhelm von Hessen-Homburg (1690–1726), Prinz von Hessen-Homburg
- Friedrich Christian (1708–1769), Markgraf von Brandenburg-Bayreuth
- Sophie Christine Luise von Brandenburg-Bayreuth (1710–1739), Fürstin von Thurn und Taxis
- Friedrich III. (1711–1763), Markgraf von Brandenburg-Bayreuth
- August List (1824–1890), Reichstagsabgeordneter
- Reinhold von Werner (1825–1909), Vizeadmiral und Militärschriftsteller
- Max Peiffer Watenphul (1896–1976), Maler und Schüler am Bauhaus
- Wilhelm Siegmann (1898–1969), SS-Hauptsturmführer und KZ-Wächter
- Ernst Böse (1901–1962), Abgeordneter im Landtag von Anhalt, Lehrer an der Hamburger Polizeischule
- Herbert Stass (1919–1999), Schauspieler und Synchronsprecher
- Gerd Brüdern (1920–1968), Schauspieler und Regisseur
- Robert Gordian (1938–2017), Schriftsteller
- Hans Böttcher (* 1940), Fußballspieler
- Ulrich Stockmann (* 1951), Politiker (SPD), 1994–2009 Abgeordneter des Europäischen Parlaments
- Angela Voigt (1951–2013), Leichtathletin und Olympiasiegerin
- Margit Müller (* 1952), Hockey-Weltmeisterin
- Rüdiger Barton (* 1954), Keyboarder und Komponist der deutschen Rockband Silly
- Lutz Glandien (* 1954), Komponist
- Andrea Lüdke (* 1963), Schauspielerin

### Persönlichkeiten, die vor Ort gewirkt haben
- Johann Wilhelm Ludwig Gleim (1719–1803), Dichter in der Aufklärungszeit, Kanonikus des Stifts Walbeck
- Carl Wallmann (* 1816; † ?), bekannter deutscher Räuber
- Gustav Maass (1830–1901), Botaniker und Heimatforscher, Mitgründer des Aller-Vereins Walbeck
- Alfred Pechau (1921–2008), deutscher Musiker und Komponist, erhielt Musikausbildung in Rätzlingen
- Ralph Giordano (1923–2014), Schriftsteller; Bösdorf war für einige Monate der Aufenthaltsort für ihn und seine Familie, nachdem diese im Jahre 1943 in Hamburg „ausgebombt“ worden war
- Fritz Streletz (1926–2025), Stellvertretender Minister für Nationale Verteidigung und Chef des Hauptstabes der Nationalen Volksarmee in der DDR, wuchs in Eschenrode auf
- Ulrich Mühe (1953–2007), deutscher Film- und Theaterschauspieler, starb in Walbeck